# Flukea vockerothi
Flukea vockerothi är en tvåvingeart som beskrevs av Etcheverry 1966. Flukea vockerothi ingår i släktet Flukea och familjen blomflugor. Inga underarter finns listade i Catalogue of Life.